# Nicholas Hoult
Nicholas Caradoc Hoult (Wokingham, Anglaterra, 7 de desembre de 1989) és un actor i productor de cinema britànic.
Ha demostrat ser un actor versàtil que sempre busca creuar nous límits amb les seves interpretacions, des del seu inici en l'actuació als tres anys d'edat. En la seva filmografia inclou papers protagonics en grans produccions, treballs en produccions convencionals i papers protagonics en projectes independents, a la indústria cinematogràfica nord-americana i a la britànica. El seu començament en el setè art es va donar en interpretar amb onze anys Marcus a Un nen gran (2002) —anteriorment, havia gravat diversos episodis en sèries de televisió britàniques i va debutar en la pel·lícula Intimate Relations (1996). — Des d'aleshores, el seu llegat no ha deixat d'estendre's, intervenint en sèries i pel·lícules. Als seus 17 anys dona vida al personatge Tony Stonem a la sèrie britànica Skins (2007-2008), paper que l'ajuda a fer la transició d'actor infantil a papers més foscos a la indústria del cinema, aconseguint èxit i reconeixement. No seria fins a una dècada més tard, que tornaria a una sèrie per interpretar l'emperador Pere III de Rússia a The Great (2020-2023) que li atorgá nominacions a dos Premis Globus d'Or i un Premis Primetime Emmy. El seu salt a Hollywood comença amb el drama A Single Man (2019), pel qual va obtenir una nominació als Premis BAFTA. Entre el seu destacat repertori filmogràfic consta la pel·lícula d'acció Mad Max: fúria a la carretera (2015) en què va donar vida a Nux i la pel·lícula Young Ones (2014); les pel·lícules de fantasia Lluita de titans (2010) i Jack, el matagegants (2013); les pel·lícules de superherois X-Men: Primera generació (2011), X-Men: Days of Future Past (2014), X-Men: Apocalypse (2016) i X-Men: Dark Phoenix (2019) en què va interpretar el mutant Hank McCoy; les pel·lícules biogràfiques Rebel in the Rye (2017) i Tolkien (2019); les comèdies romàntiques Memòries d'un zombi adolescent (2013) i Equals (2015); les comèdies negres Kill your friends (2015), The Favourite (2018), The Menu (2022) i Renfield (2023); les pel·lícules dramàtiques Dark Places (2015), Sand Castle (2017), La guerra dels corrents (2019), True History of the Kelly Gang (2019); The Banker (2020); Juror #2 (2024), la pel·lícula de terror gòtic Nosferatu (2024); i la pel·lícula Superman (2025), on interpreta el malvat Lex Luthor.
Hoult també és un actor de veu, proporcionant la seva veu a narracions, audiollibres i diferents personatges animats; com al personatge animat d'Ace a la pel·lícula Futbolín (2013), al conill Fiver a la minisèrie britànica Watership Down (2018), al personatge de Patrick a la stop-motion per a adults Crossing Swords (2020-2021) o al personatge de Jon Arbuckle a la pel·lícula animada Garfield: La pel·lícula (2024).
Al teatre Trafalgar Studios de Londres protagonitza l'obra New Boy el 2009. És citat a la llista anual Forbes - 30 Under 30 el 2012. Protagonitzá un vídeo musical de The Rolling Stones en 2023. És membre de l'Acadèmia d'Arts i Ciències Cinemogràfic nord-americana i posseeix la seva pròpia productora cinematogràfica coneguda com a Dead Duck Films.

## Filmografía seleccionada
- 1996: Intimate Relations
- 2002: Un nen gran (About a Boy)
- 2005: Wah-Wah
- 2005: The Weather Man
- 2007: Skins (Serie)
- 2009: A Single Man
- 2010: Lluita de titans (Clash of the Titans)
- 2011: X-Men: First Class
- 2013: Memòries d'un zombi adolescent (Warm Bodies)
- 2013: Jack, el matagegants (Jack the Giant Slayer)
- 2014: Young Ones
- 2014: X-Men: Days of Future Past
- 2015: Mad Max: fúria a la carretera (Mad Max: Fury Road)
- 2015: Kill your friends
- 2015: Dark Places
- 2016: Equals
- 2016: X-Men: Apocalypse
- 2016: Autobahn
- 2017: Rebel in the Rye
- 2017: Sand Castle
- 2017: La guerra dels corrents (The Current War)
- 2017: Newness
- 2018: The Favourite
- 2018: Watership Down (Miniserie; veu)
- 2019: X-Men: Dark Phoenix
- 2019: Tolkien
- 2019: True History of the Kelly Gang
- 2020: The Great (Serie)
- 2020: The Banker
- 2020: Crossing Swords (Serie; veu)
- 2021: Those Who Wish Me Dead
- 2022: The Menu
- 2023: Renfield
- 2024: Garfield: La pel·lícula (The Garfield Movie; Veu)
- 2024: Nosferatu
- 2024: The Order
- 2024: Jurat número 2 (Juror #2)
- 2025: Superman
- 2026: How to Rob a Bank
- 2026: The Incomer